# One Call Away (chanson de Charlie Puth)
Singles de Charlie Puth
See You Again
(2015) We Don't Talk Anymore
(2016)
One Call Away est une chanson du chanteur américain Charlie Puth sortie en single le 20 août 2015, sous le label Atlantic Records. Elle est extraite du premier album, Nine Track Mind.

## Clip vidéo
Le clip est réalisé par Mark Staubach le 14 septembre 2015 sur sa propre chaîne YouTube. 
Au début du clip, on voit Charlie Puth jouer sur un piano à queue, Morceaux de fantaisie, Prélude op. 3 n° 2 de Sergei Rachmaninoff dans une salle de classe de musique d'université. Il s'interrompe lorsqu'il croise le regard d'une étudiante (incarnée par Ellie Hahn) en train le regarder jouer du piano. La musique commence lorsque la jeune fille met son casque audio et s'en va. Par la suite, on le voit marcher dans un couloir et s'asseoir en classe à côté d'un ami. Il donne un coup de coude dans le bras de son ami pour lui montrer la fille avec toujours avec son casque audio sur sa tête qui s'assoit derrière eux. Il la regarde et elle lui sourit. Cependant, un garçon s'assied à côté de la fille. Celle-ci retire son casque audio et entame la conversation avec lui. Charlie Puth comprend alors que c'est son petit-ami et s'enfonce dans sa chaise, déçu. 
Charlie Puth et deux amis sont montrés assis par terre dans un gymnase regardant la page du réseau social Promenade.club de la fille en question semblable à Facebook. On le voit ensuite marcher dans une librairie le long d'une bibliothèque alors que celle-ci lit de l'autre côté. En arrivant à cette allée, ils se regardent un moment et la fille s'éloigne de lui avec dédain.
Par la suite, on voit la fille pratiquer un ballet sur une scène de théâtre avec Charlie Puth en train de jouer du piano. Le petit-ami de la fille interrompe la danse de la fille et se disputent sous les yeux de Charlie Puth. Partie, on la voit à l'extérieur de l'établissement s'asseoir contre un mur et couvrir son visage avec ses mains pour pleurer.
Dans la séquence finale, Charlie Puth sort du coffre de sa voiture une caisse en carton dont on perçoit des bobines de films en métal. Après, on aperçoit la fille qui s'arrête devant une enseigne lumineuse portant le même nom que le titre du clip de Charlie Puth et qui entre à l'intérieur du bâtiment. Il la remarque assise dans la salle à partir de la cabine de projection. Il charge le projecteur avec le film qu'il a fait et le démarre. Des courtes séquences venant de films en noir et blanc et de films animations sont projetés sur écran. Intriguée, la fille se tourne vers la cabine de projection où elle le remarque et ce dernier lui sourit. Un sourire apparaît sur le visage de la fille durant la projection. À la fin du clip, Charlie Puth lui sourit et elle lui rend son sourire.

## Remix
Charlie Puth collabore en novembre 2015 pour un remix de son single avec le rappeur américain Tyga. Le remix sort le 18 décembre 2015. 
Il collabore le même mois avec trois artistes, Sofía Reyes, Brett Eldredge et Ty Dolla Sign pour un remix du single. Il a été diffusé lors des American Music Awards 2015.

## Liste des pistes
- Téléchargement digital

1. One Call Away – 3:12

- Single remix

1. One Call Away (Remix) (Feat. Tyga) – 3:12
2. One Call Away (Remix) (Feat. KLYMVX) – 3:41
3. One Call Away (Remix) (Feat. Junge Junge) – 4:54
4. One Call Away (Remix) (Feat. Lash) – 3:42
5. One Call Away (Remix) (Feat. Lux & Markusson) – 4:11
6. One Call Away (Coast to Coast Mix) (Remix) [Feat. Sofía Reyes, Brett Eldredge et Ty Dolla Sign] - 3:14

## Crédits
- Charlie Puth - chant, écriture, production
- Luke Potashnick - guitare, percussions
- Dave Kutch - matriçage
- Manny Marroquin - mixage
- Chris Galland, Ike Schultz - mixage
- DJ Frank E - production, écriture
- Matt Prime - production, écriture
- Breyan Isaac, Matt Prime, MoZella, Shy Carter - écriture[5]

## Classements et certifications
| Classement (2015–2016)                           | Meilleure position |
| ------------------------------------------------ | ------------------ |
| Afrique du Sud (Entertainment Monitoring Africa) | 5                  |
| Allemagne (Media Control AG)                     | 30                 |
| Australie (ARIA)                                 | 3                  |
| Autriche                                         | 8                  |
| Belgique (Flandre Ultratop 50 Singles)           | 12                 |
| Belgique (Wallonie Ultratop 50 Singles)          | 23                 |
| Canada (Canadian Hot 100)                        | 15                 |
| Danemark (Tracklisten)                           | 13                 |
| États-Unis (Billboard Hot 100)                   | 12                 |
| États-Unis (Hot Adult Contemporary Tracks)       | 3                  |
| États-Unis (Adult Pop Songs)                     | 1                  |
| États-Unis (Pop songs)                           | 11                 |
| États-Unis (Billboardrhythmic)                   | 38                 |
| Finlande (Finnishairplay)                        | 36                 |
| France (SNEP)                                    | 36                 |
| Hongrie (Hungarytop10)                           | 40                 |
| Irlande (IRMA)                                   | 53                 |
| Italie (FIMI)                                    | 39                 |
| Liban (Lebanese Top 20)                          | 4                  |
| Nouvelle-Zélande (RMNZ)                          | 3                  |
| Norvège (VG-lista)                               | 36                 |
| Pays-Bas (Nederlandse Top 40)                    | 23                 |
| Pays-Bas (Single Top 100)                        | 24                 |
| Pologne (ZPAV)                                   | 3                  |
| République tchèque (Czechdigital)                | 27                 |
| Slovaquie (Rádio Top 100)                        | 18                 |
| Slovaquie (Singles Digitál Top 100)              | 30                 |
| Slovénie (SloTop50)                              | 7                  |
| Espagne (PROMUSICAE)                             | 31                 |
| Suède (Sverigetopplistan)                        | 21                 |
| Suisse (Schweizer Hitparade)                     | 10                 |
| Royaume-Uni (UK Singles Chart)                   | 26                 |

| Chart (2016)                                           | Position |
| ------------------------------------------------------ | -------- |
| Australie (ARIA)                                       | 14       |
| Belgique (Flandre Ultratop 50 Singles)                 | 60       |
| Belgique (Wallonie Ultratop 50 Singles)                | 55       |
| Canada (Canadian Hot 100)                              | 56       |
| Danemark (Tracklisten)                                 | 45       |
| Pays-Bas (Single Top 100)                              | 67       |
| Pologne (ZPAV)                                         | 45       |
| Slovénie (SloTop50)                                    | 21       |
| Suisse (Schweizer Hitparade)                           | 43       |
| Royaume-Uni UK Singles (Official Charts Company)       | 78       |
| États-Unis (Billboard Hot 100) (Billboard)             | 43       |
| États-Unis (Hot Adult Contemporary Tracks) (Billboard) | 5        |
| États-Unis (Adult Pop songs) (Billboard)               | 12       |
| États-Unis (Top 40 Mainstream) (Billboard)             | 44       |

### Certifications
| Australie (ARIA) | 3 × Platine | 210 000 ^ |
| Belgique (BEA) | Or          | 15 000 *  |
| Canada (Music Canada) | 2 × Platine | 160 000 ^ |
| Italie (FIMI) | Platine     | 50 000 ‡  |
| Norvège (IFPI Norvège) | Or          | 5000 *    |
| Nouvelle-Zélande (RMNZ) | 2 × Platine | 30 000 *  |
| Pologne (ZPAV) | Platine     | 20 000 *  |
| Suède (GLF) | 2 × Platine | 80 000 ^  |
| Suisse (IFPI Suisse) | Or          | 15 000 ^  |
| Danemark (IFPI Danemark) | Platine     | 60 000 ^  |
| Royaume-Uni (BPI) | Or          | 400 000 ‡ |
| États-Unis (RIAA) | 2 × Platine | 1 575 000 |
| « * » représente les chiffres de vente, basés sur la certification uniquement. « ^ » représente les chiffres de vente en termes d’import-export, basés sur la certification uniquement. « ‡ » représente les chiffres de vente et de diffusion, basés sur la certification uniquement. |             |           |

## Historique de sortie
| Pays        | Date              | Format                                                                                          | Label    |
| ----------- | ----------------- | ----------------------------------------------------------------------------------------------- | -------- |
| États-Unis  | 20 août 2015      | Téléchargement numérique                                                                        | Atlantic |
| Royaume-Uni | 15 septembre 2015 | Téléchargement numérique                                                                        | Atlantic |
| États-Unis  | 23 novembre 2015  | Téléchargement numérique (Coast to Coast Mix avec Sofía Reyes, Brett Eldredge et Ty Dolla Sign) | Atlantic |
| États-Unis  | 27 novembre 2015  | Téléchargement numérique (Lash Remix)                                                           | Atlantic |
| États-Unis  | 27 novembre 2015  | Téléchargement numérique (Klymvx Remix)                                                         | Atlantic |
| États-Unis  | 27 novembre 2015  | Téléchargement numérique (Junge Junge Remix)                                                    | Atlantic |
| États-Unis  | 27 novembre 2015  | Téléchargement numérique (Lux & Marcusson Remix)                                                | Atlantic |
| États-Unis  | 11 décembre 2015  | Téléchargement numérique (version piano)                                                        | Atlantic |
| États-Unis  | 18 décembre 2015  | Téléchargement numérique (Tyga Remix)                                                           | Atlantic |
| États-Unis  | 11 mars 2016      | Téléchargement numérique (version acoustique)                                                   | Atlantic |